# Ржевская битва
Я убит подо Ржевом,

В безымянном болоте,

В пятой роте, на левом,

При жестоком налёте.

Я не слышал разрыва,

Я не видел той вспышки, —

Точно в пропасть с обрыва —

И ни дна ни покрышки.

…

Летом, в сорок втором,

Я зарыт без могилы.

…

И у мертвых, безгласных,

Есть отрада одна:

Мы за родину пали,

Но она — спасена.
Рже́вская би́тва, или Ржевская мясорубка, — боевые действия советских и немецких войск в ходе Великой Отечественной войны, проходившие в районе Ржевско-Вяземского выступа с 5 января 1942 года по 31 марта 1943 года с перерывами от полутора до трёх месяцев.
Ржевская битва включает в себя четыре наступательные операции советских войск Западного и Калининского фронтов против 4-й и 9-й полевых армий немецкой группы армий «Центр», имевшие целью нанести поражение основным силам «Центра», освободить города Ржев, Сычёвку, Вязьму, и тем самым, ликвидировать Ржевско-Вяземский выступ.
Завершилась отступлением 9-й армии вермахта 5 марта 1943 года с Ржевско-Вяземского выступа.

## Происхождение термина
В советской историографии события 1942—1943 года на Ржевском выступе не рассматривались как единое целое, и тем более не квалифицировались как битва. В «Советской военной энциклопедии», в шеститомной «Истории Великой Отечественной войны» и в других официальных изданиях советского времени описания битвы не было.
В современный российский период в историографию термин «Ржевская битва» был введён независимыми российскими историками С. А. Герасимовой, О. А. Кондратьевым и другими. Со временем обоснованность такого вывода была признана и на официальном уровне, так в «Большой Российской энциклопедии» сражения под Ржевом 1942—1943 годов рассматриваются как серия взаимосвязанных советских наступательных операций. В официальном журнале «Российское военное обозрение» опубликован уже прямой призыв: «восстановление исторической правды требует ввести понятие „Ржевская битва“ в научный обиход, поставив её на одну доску с такими судьбоносными сражениями Великой Отечественной войны, как Битва за Москву, Битва за Ленинград, Битва за Кавказ».
В памяти советского солдата и советских граждан Ржевский выступ, Ржевская дуга остались «ржевской мясорубкой», «прорвой».

 Мы наступали на Ржев по трупным полям. В ходе ржевских боёв появилось много «долин смерти» и «рощ смерти». Не побывавшему там трудно вообразить, что такое смердящее под летним солнцем месиво, состоящее из покрытых червями тысяч человеческих тел. Лето, жара, безветрие, а впереди — вот такая «долина смерти». Она хорошо просматривается и простреливается немцами. Ни миновать, ни обойти её нет никакой возможности: по ней проложен телефонный кабель — он перебит, и его во что бы то ни стало надо быстро соединить. Ползёшь по трупам, а они навалены в три слоя, распухли, кишат червями, испускают тошнотворный сладковатый запах разложения человеческих тел. Этот смрад неподвижно висит над «долиной». Разрыв снаряда загоняет тебя под трупы, почва содрогается, трупы сваливаются на тебя, осыпая червями, в лицо бьёт фонтан тлетворной вони. Но вот пролетели осколки, ты вскакиваешь, отряхиваешься и снова — вперёд.
— Пётр Михин. «Артиллеристы, Сталин дал приказ!» Мы умирали, чтобы победить
В народной памяти бои подо Ржевом остались самыми страшными. В деревнях многих районов вокруг Ржева бытует выражение «погнали подо Ржев». Также и немецкие ветераны с ужасом вспоминают бои в «большом пространстве Ржева».

## Этапы Ржевской битвы
В течение 13 месяцев советскими войсками одна за другой были проведены три крупные наступательные операции общей продолжительностью 3 месяца каждая. Немецкая сторона всё это время пыталась удержать стратегически выгодный плацдарм в центре Восточного фронта.
Операции советских войск
1. Ржевско-Вяземская стратегическая наступательная операция Калининского и Западного фронтов (8 января — 20 апреля 1942 года).
  - Одновременно проводилась Болховская наступательная операция войсками Брянского фронта и левого крыла Западного фронта.

  - Оборонительная операция войск группы генерала П. А. Белова Западного фронта (май — июнь 1942 года).
  - Оборонительная операция войск Калининского фронта в районе города Белого (2—25 июля 1942 года)
2. Первая Ржевско-Сычёвская (Гжатская) наступательная операция войск Западного и Калининского фронтов (31 июля — 20 октября 1942 года[K 3]).
3. Вторая Ржевско-Сычёвская наступательная операция («Марс») войск Западного и Калининского фронтов (25 ноября — 20 декабря 1942 года).
  - Одновременно: Великолукская наступательная операция части сил Калининского фронта (24 ноября 1942 года — 20 января 1943 года).
4. Ржевско-Вяземская наступательная операция войск Западного и Калининского фронтов (2 марта — 31 марта 1943 года).
  - Одновременно: наступление войск Брянского и Центрального фронтов.

Сражения немецких войск
1. Взятие Ржева (октябрь 1941 года).
2. Зимнее сражение за Ржев (январь — февраль 1942 года).
  - Операции «Ганновер-I» и «Ганновер-II» (май — июнь 1942 года).
3. Операция «Зейдлиц» (2 — 12 июля 1942 года).
4. Летнее сражение за Ржев (конец июля — середина октября 1942 года).
5. Зимнее сражение вокруг блока 9-й армии (25 ноября — 15 декабря 1942 года).
  - Операция «Бюффель» (нем. Büffel — «Буйвол») (февраль 1943 года).
6. Шестое сражение за Ржев (март 1943 года).

### Ржевско-Вяземская операция 1942 года
Ржевско-Вяземская операция (8 января — 20 апреля 1942 года) — наступательная операция войск Калининского (командующий — генерал-полковник И. С. Конев) и Западного (командующий — генерал армии Г. К. Жуков) фронтов, проведённая при содействии Северо-Западного и Брянского фронтов. Советские войска имели двукратное преимущество по силам.
Операция являлась составной частью стратегического наступления советских войск зимой 1941—1942 годов и имела целью завершить разгром немецкой группы армий «Центр» (командующий — генерал-фельдмаршал Г. фон Клюге). Несмотря на незавершённость, операция имела важное значение в ходе общего наступления Красной армии. Советские войска отбросили противника на западном направлении на 100—250 километров, завершили освобождение Московской и Тульской областей, освободили многие районы Калининской и Смоленской областей.
С 8 января по 20 апреля 1942 года группа армий «Центр» потеряла почти 200 тысяч человек, включая раненых .
Потери советских войск в операции, согласно официальным данным, составили 776 889 человек, из них безвозвратные — 272 320 человек, или 35 %, санитарные — 504 569 человек. Основной причиной незавершенности наступления советских войск являлись: ошибочная стратегия распыления наступления на ряд направлений, тактика атаки укреплённых пунктов немецкой обороны, вместо их обхода, нескоординированность действий родов войск, безграмотность командиров.
В последующих операциях по захвату Ржева советские войска под командованием Г. К. Жукова потеряли ещё 710 000 человек, также не добившись успеха.

### Первая Ржевско-Сычёвская операция

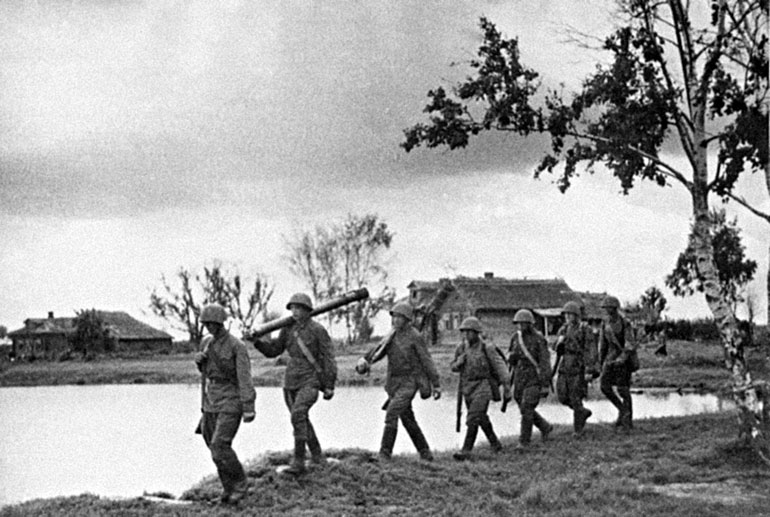
^{Минометчики выдвигаются на позицию. Калининский фронт, лето 1942 г. Фото Б. Вдовенко}

Первая Ржевско-Сычёвская операция, или Второе сражение за Ржев (30 июля — 1 октября 1942 года) — боевые действия Калининского (командующий — И. С. Конев) и Западного (командующий и руководитель всей операцией — Г. К. Жуков) фронтов с целью разгрома немецкой 9-й армии (командующий — генерал-полковник В. Модель), оборонявшейся в Ржевско-вяземском выступе.
Общие потери советских войск в операции составили около 290 000 человек, или 55-60 % от численности группировки Красной армии в начале операции. Неполные потери в танках составили около 1085 единиц. Непосредственные потери 30-й армии составили 99 820 человек.
Потери немецкой стороны точно неизвестны, 16 дивизий потеряли от 50 до 80 % личного состава.

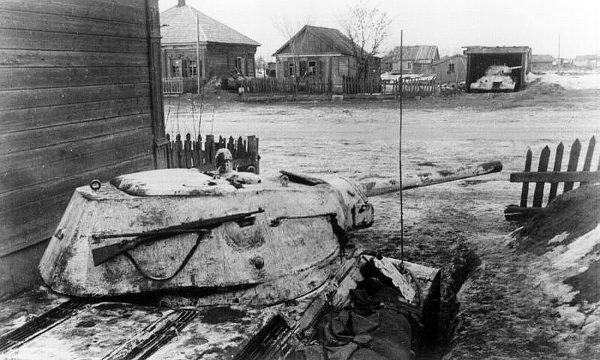
Советские танки в засаде, зима 1942

### Вторая Ржевско-Сычёвская операция
Вторая Ржевско-Сычёвская операция, или операция «Марс» (25 ноября — 20 декабря 1942 года) — новая операция Калининского (командующий — М. А. Пуркаев) и Западного (командующий — И. С. Конев) фронтов с целью разгрома немецкой 9-й армии. Руководил операцией генерал армии Г. К. Жуков.
По данным американского историка Д. Гланца, за три недели операции «Марс» советские войска потеряли около 100 тысяч солдат убитыми и пропавшими без вести и 235 тысяч — ранеными.
А. С. Орлов приводит другие цифры: безвозвратные потери составили 70,4 тысячи человек, было потеряно 1366 танков.
Потери немецкой стороны составили около 40 тысяч человек и 400 танков и штурмовых орудий.

## Освобождение Ржева

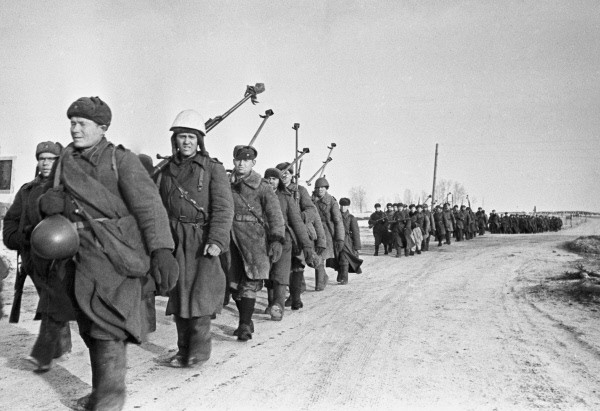
Бойцы истребительного противотанкового батальона на пути к Вязьме после боёв за Ржев, 4 марта 1943 года, фото В. С. Кинеловского

Зимой 1943 года, когда после победы под Сталинградом в боевых действиях наступил стратегический перелом в пользу СССР, немецкая 9-я армия В. Моделя оставила Ржевско-Вяземский выступ. Операция по отводу войск на заранее подготовленные позиции была названа «Буйвол» (нем. Bϋffel). Тактически грамотные действия немецкого командования позволили сохранить немецкие войска и вывести их из-под угрозы окружения. Перейдя в наступление, войска Красной армии обнаружили пустой город, в котором оставался лишь арьергард 9-й армии, создававший видимость присутствия немецких войск.
Вскоре штаб немецкой 9-й армии возглавил войска на северном фасе Курского выступа.
Советские войска Калининского (командующий — М. А. Пуркаев) и Западного (командующий — В. Д. Соколовский) фронтов начали преследование противника. Это преследование, длившееся со 2 по 31 марта, получило название Ржевско-Вяземской операции 1943 года и отодвинуло линию фронта от Москвы ещё на 130—160 километров. Угроза захвата столицы была окончательно устранена.
2 марта 1943 года немецко-фашистские войска скрытно покинули город, оставив только боевое охранение в первой линии окопов. 3 марта 1943 года в город Ржев вошли войска 30-й армии Западного фронта.
4 марта в личном послании британский премьер-министр Уинстон Черчилль поздравил И. В. Сталина со взятием Ржева:

Примите мои самые горячие поздравления по случаю освобождения Ржева. Из нашего разговора в августе мне известно, какое большое значение Вы придаёте освобождению этого пункта.

## Итоги
Битва за Ржев надолго сковала крупные силы группы армий «Центр», обескровила их, притягивала немецкие резервы с других фронтов. Активные действия советской стороны срывали некоторые подготовленные немцами операции (например, наступление на Киров и Сухиничи). Тем не менее, несмотря на все усилия и колоссальные жертвы, ликвидировать Ржевский плацдарм не удалось — германские войска ушли с него сами, как под воздействием ослабления войск на выступе, так и в результате советских успехов на южном участке фронта. В целом, итог битвы был, скорее, не определен для обеих сторон.

### Потери
Бои под Ржевом стали одним из самых кровавых эпизодов Великой Отечественной войны. По данным исследования военного историка А. В. Исаева, проведённого на основе архива Министерства обороны, потери в операциях на дуге, опоясывающей Ржев, протяжённостью 200—250 километров, с января 1942 года по март 1943 года составили: безвозвратные — 392 554 человека; санитарные — 768 233 человека. В число безвозвратных потерь входят пленные, часть которых после войны вернулась домой. 50 000 человек были взяты в плен из состава 39-й, 22-й, 41-й армий и 11-го кавалерийского корпуса. 13 700 человек пленены во время Ржевско-Гжатской наступательной операции 30 июля — 30 сентября 1942 года.
Согласно статистическому исследованию военного историка Г. Ф. Кривошеева «Россия и СССР в войнах XX века», безвозвратные потери (убитые, умершие от ран и пропавшие без вести, в том числе попавшие в плен) в 1942—1943 годы в операциях на западном направлении составили 433 037 человек, из них:
- Ржевско-Вяземская стратегическая наступательная операция (8 января — 20 апреля 1942 года) — 272 320 человек.
- Первая Ржевско-Сычевская наступательная операция (30 июля — 23 августа 1942 года) — 51 482 человека.
- Вторая Ржевско-Сычевская наступательная операция (25 ноября — 20 декабря 1942 года) — 70 373 человека.
- Ржевско-Вяземская наступательная операция (2 — 31 марта 1943 года) — 38 862 человека.

В 1942 году безвозвратные потери на Западном и Калининском фронтах (включая Ржевскую дугу) составили:
- Западный фронт — 244 574 человек убитых и умерших от ран и 44 996 человек пропавших без вести.
- Калининский фронт — 221 726 человек убитых и умерших от ран и 55 826 человек пропавших без вести.

Потери немецкой армии неизвестны, оцениваются по операциям следующим образом (общие потери, включая раненых):
- 8 января — 20 апреля 1942: 197 000[3].
- 2 — 25 июля (операция «Зейдлиц»): 9 000[4].
- 30 июля — 10 сентября (отражение летнего наступления): 53 000[2].
- 25 ноября — 20 декабря, (операция «Марс»): 53 000[2].
- 24 ноября 1942 — 17 января 1943 (Великолукская операция): 63 000[5].
- 1 — 31 марта 1943 (Операция «Бюффель»): 15 300[6].

Итого: общие потери, включая раненых: более 390 000.
По подсчетам А. Исаева, в Первой Ржевско-Сычёвской операции соотношение потерь составляло 6:1, а во Второй (операция «Марс») оно улучшилось до 4:1. В ходе Ржевско-Вяземской операции 8 января — 20 апреля 1942 года, по данным справочника «Великая Отечественная война 1941—1945 гг. Кампании и стратегические операции в цифрах», общие потери советских войск от всех причин составили 835 881 человек, а немецких — 196 939, что также даёт соотношение потерь свыше 4:1.

### Разрушения, потери населения и материальный ущерб
В результате боевых действий в октябре 1941 — марте 1943 года Ржев, а также соседние населенные пункты были практически полностью разрушены. Официальные советские источники возлагали вину за разрушения Ржева на немецкие войска, в настоящее время считается, что в основном Ржев был разрушен советской артиллерией и авиацией в ходе настойчивых многомесячных попыток советских войск отбить город, превращенный вермахтом в важный опорный пункт своей обороны. Из 20 тысяч человек, оказавшихся в оккупации, в день освобождения, 3 марта 1943 года, осталось 150 человек, вместе с районом — 362 человека. Из 5443 жилых домов Ржева уцелело лишь 297. Общий материальный ущерб, нанесённый городу и району в ходе боевых действий, по определению Чрезвычайной Государственной комиссии составил полтора миллиарда рублей.

## Память

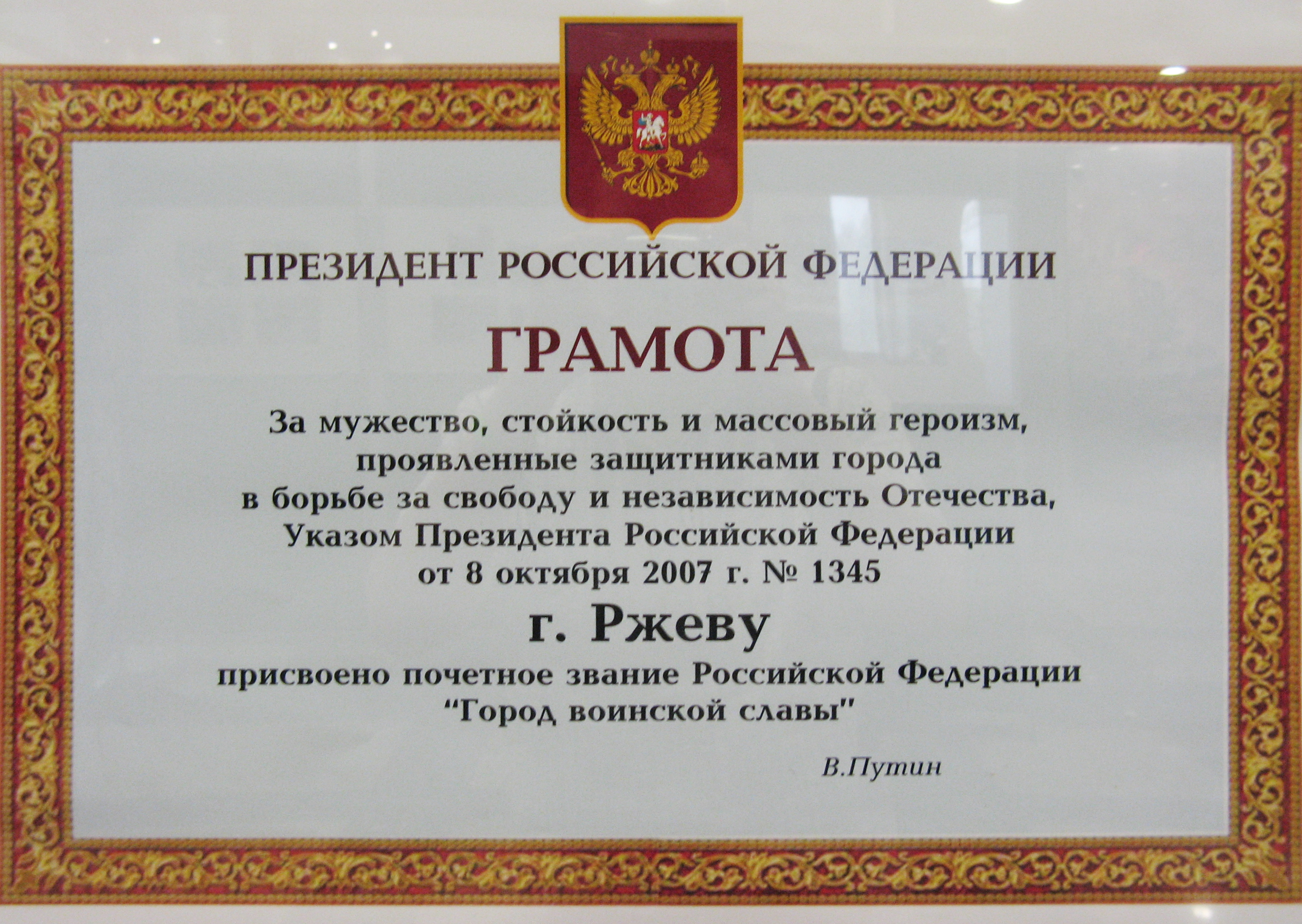
Грамота о присвоении Ржеву почётного звания «Город воинской славы»

Указом Президиума Верховного Совета СССР от 2 марта 1978 года город Ржев за мужество, проявленное трудящимися города в борьбе с немецко-фашистскими захватчиками в годы Великой Отечественной войны, достигнутые успехи в хозяйственном и культурном строительстве награждён орденом Отечественной войны I степени.
«За мужество, стойкость и массовый героизм, проявленные защитниками города в борьбе за свободу и независимость Отечества» Указом Президента Российской Федерации № 1345 от 8 октября 2007 года городу Ржеву присвоено почётное звание «Город воинской славы».
«Ржевской мясорубке» посвящено известное стихотворение А. Т. Твардовского «Я убит подо Ржевом». Участник войны, писатель и автор романа «Прокляты и убиты» В. П. Астафьев (в Ржевской битве не участвовал) давал категоричную оценку произошедшего: «Мы залили их реками крови и завалили горами трупов».
23 февраля 2009 года на телеканале НТВ состоялась премьера документального фильма Алексея Пивоварова «Ржев. Неизвестная битва Георгия Жукова». Фильм вызвал широкий отклик зрительской аудитории и обсуждение в прессе.
С 1989 года действуют пять поисковых отрядов по поиску и перезахоронению убитых советских и немецких военнослужащих.
30 июня 2020 года открыт Ржевский мемориал Советскому солдату. Мемориал возводился на народные средства, по инициативе ветеранов и при участии РВИО, на месте кровопролитных боёв подо Ржевом, в память о советских солдатах Великой Отечественной войны.

## В культуре

### Проза
- Вячеслав Кондратьев. «Сашка», «Искупить кровью» и другие повести.
- Пётр Михин. «Артиллеристы, Сталин дал приказ!».
- Александр Шумилин. Ванька-ротный. — 75 лет Великой Победы. Полная хроника. — М.: АСТ, 2020. — 319 с. — 2500 экз. — ISBN 978-5-17-121436-4.

### Стихи
- Илья Эренбург. «Слов мы боимся, и всё же прощай».
- Александр Твардовский. «Я убит подо Ржевом».
- Влад Маленко. «Ржев»[значимость факта?]

### Музыка
- Родион Щедрин. 4 хора на стихотворение А. Твардовского» «Я убит подо Ржевом».
- Михаил Ножкин. «Под Ржевом» (песня).
- Группа Mental Home. «Гжатский тракт» (песня).

### Кино
Художественное
- «Сашка» (1981).
- «Ржев» (2019).

Документальное
- А. Пивоваров. «Ржев. Неизвестная битва Георгия Жукова» (2009).
- Великая Война. 6 серия. Ржев. StarMedia. Babich-Design

### Мемуары
- Гроссман Х. Ржев — краеугольный камень Восточного фронта. — Ржев: Ржевская правда, 1996. — 158 с. — ISBN 588058-003-2.

### Поэзия
- Александр Твардовский. «Я убит подо Ржевом».
- Влад Маленко. «Ржев»

### Исторические исследования
- Герасимова С. А. Ржевская бойня. Потерянная победа Жукова. — М.: Эксмо, 2009. — 320 с. — ISBN 978-5-699-35203-6.
- Горбачевский Б. С. Ржевская мясорубка. Время отваги. Задача — выжить! — М.: Яуза; Эксмо, 2007. — 448 с.
- Гланц Д. Крупнейшее поражение Жукова. Катастрофа Красной Армии в операции «Марс» 1942 года. — М.: Астрель, 2006. — 672 с. — ISBN 5-17-034382-5.
- Кривошеев Г. Ф. Россия и СССР в войнах XX века. Потери вооруженных сил: Статистическое исследование. — М.: Олма-Пресс, 2001. — 320 с. — ISBN 5-17-024092-9.
- Разгром немецко-фашистских войск под Москвой / Под ред. Маршала Советского Союза В. Д. Соколовского. — М.: Воениздат, 1964. — 444 с. — 10 000 экз. — ISBN 978-5-699-35203-6.